# 小田原城の戦い (1560年)
小田原城の戦い（おだわらじょうのたたかい）は、永禄3年（1560年）から永禄4年（1561年）に、関東の上野、武蔵、相模において、上杉氏、長尾氏の連合軍と後北条氏によって行われた一連の合戦である。大槻合戦ともいう。この合戦は、その後10年余にわたる上杉謙信による関東遠征の端緒である。本項では、合戦の経緯として、上杉軍の越山から小田原城包囲戦前後の緒城攻防戦、関連事項についても併せて解説する。

## 合戦にいたる経緯
関東管領である上野国平井城城主・上杉憲政は、河越城の戦いに敗れて以来、相模の後北条氏から圧迫を受け、徐々に勢力をそがれ、武蔵から北関東をうかがわれる状況になっていた。そのため、信濃の村上義清らと上信同盟を結び、これに対抗しようとしたが、このことから信濃侵攻を目指す武田氏とも対決せざる得なくなり、結果小田井原の戦いに敗れ、本拠の平井城も危うくなってしまった。このため越後の上杉謙信（当時の名は長尾景虎）を頼った。謙信は1559年には上洛し、関白近衛前久を奉じ関東管領を補佐すべく後北条氏討伐を計画した。

## 緒城攻略戦
永禄3年（1560年）8月26日、里見義堯からの救援要請をきっかけに、謙信は越後勢8000余りを率い北条氏康を討伐するため出陣。三国峠を越え10月初旬、上野に侵攻すると沼田城を攻略、城主北条氏秀(沼田康元）を追うと、岩下城、続いて厩橋城を落とす。謙信は厩橋城を接収し関東攻めの拠点とすると那波氏の居城・那波城を攻略、更に武蔵に南下して羽生城も陥落させた。
一方、北条氏康は里見義堯の久留里城を包囲していたが、上杉軍の襲来を知り河越城を経由し、9月下旬頃松山城 (武蔵国)に入る。上野・武蔵の諸将は、旧主である憲政および関白・近衛前久を奉じ、圧倒的な軍事力を見せる謙信のもとへ参集した。対して、常陸・下野の反応は鈍く、謙信は29日、龍渓寺にさらなる説得を依頼している（謙信公御年譜・上越市史218）。太田資正にも正木時茂と原胤貞の抗争の仲介を依頼した（上杉家文書）。しかし親北条氏の家老原氏の原胤貞が実権を掌握している下総の守護千葉氏の惣領千葉胤富は古河の北条氏に援軍を送り、のちに和議を申し入れて謙信の関東管領就任式に参列したものの、上杉軍に加わることはなかった。
『小田原衆所領役帳』に記載された他国（伊豆・相模以外）衆からの離反が相次ぎ、北条氏の擁する古河公方の足利義氏からの諸将への要請も奏功せず、謙信の進撃の前に劣勢に立たされた氏康は、同盟する武田信玄に援軍と背後からの牽制を要請。さらには今川氏に救援を求めると、今川義元を織田信長に討ち取られた直後で混迷の中にもかかわらず今川氏真は河越城等に援軍を派兵する（仏厳寺文書・小倉文書他。しかし謙信率いる遠征軍の勢いは止まらず、氏康は、松山城 (武蔵国)から小田原城へ退き、籠城策を選択する。12月初旬、上杉軍に河越城、関宿城といった重要拠点を包囲され、関宿城の足利義氏をはじめ北条方の支城では、玉縄城の北条氏繁や河越城の北条氏尭も籠城に徹した。なお、北条氏照については滝山城に籠城せずに、翌3年3月に相模国当麻で越後勢の迎撃の準備をしながら武田氏の援軍を待っていることが確認できるため、その意図について議論がある。
永禄4年（1561年）謙信は厩橋城で年を越した。2月になると越後に残っていた直江実綱も関東に召集された（上越史253）。そのまま上野から侵攻し、関東公方の在所である古河御所を制圧、2月下旬に松山城 (武蔵国)に着き、同27日鎌倉鶴岡八幡宮に勝利の願文を捧げたのち（妙本寺文書・上越史259・260・263）、海沿いを進撃。藤沢、平塚を経由し小田原に攻め込んだ。

## 小田原城の戦い
永禄4年（1561年）3月、参陣の遅れていた北関東の諸将も謙信の元に結集し、この頃『関東幕注文』が完成する。謙信は旧上杉家家臣団も含め10万人を超える大軍となった遠征軍（関八州古戦録では11万3千人とも。9万余説もあり）で、小田原城をはじめとする諸城を包囲、攻撃を開始した。
上杉軍先陣は3月3日頃に当麻（相模原市南区）に陣を取り、同8日に中筋（中郡）に達し、14日には大槻（秦野市）で、北条方の大藤秀信隊と激突した（大藤文書・田原城主大藤式部丞宛て感状）。しかし上杉軍はさらに南下、22日に曽我山（小田原市曽我）、24日にぬた山（南足柄市怒田）でも戦闘が行われた。謙信も3月下旬までには小田原近辺に迫り、酒匂川辺に陣を張った（古今消息集・越4-285）。
攻防の中心となった北条氏の本城・小田原城では、太田資正の部隊が小田原城の蓮池門へ突入、激しく攻め立て北条軍も粘り強い抵抗を見せたと、後世成立の軍記である『関八州古戦録』等は伝えている。信頼性の高い史料にこの時の包囲戦の様子の詳細を伝える物はなく、わずかに上杉家文書で、小田原城下での両軍のぶつかり合いは認められず、挑発のため城下に放火をしても北条方は城から討って出ることはなかったとされる。
3月下旬には氏康と同盟を結ぶ武田氏の援軍が甲斐吉田に到着する（大藤文書）。今川氏の援軍も近日出陣のための準備ができたと知らせが入った（大藤文書）。また、この頃既に長期布陣に対する不満が遠征軍諸将から出始めていた。越後でも関東への兵や荷の輸送についての紛争が各地で起り、謙信は伝馬・輸送に関する制札を出している（相沢清右衛門所蔵文書・『上越市史』264）。
閏3月初め、謙信は参陣諸将とともに鎌倉に移り、関東管領就任式を執り行い、長尾景虎から上杉政虎へと改名する。謙信は関東管領として戴く古河公方に近衛前久を迎え入れたかったが、関東の諸将では小山秀綱が足利藤氏を推し、簗田晴助が足利藤政を推して揉めた。謙信は、同16日、簗田晴助に起請文を与え、藤氏が擁立されることになったもの連合軍が一枚岩では無い事が露呈してしまった。それでも謙信は山内に数日間滞在し、関東諸将と談合。また参陣をねぎらった。
一方、武田信玄は北条氏支援のため北信濃に出兵し、4月、または5月に謙信の属城割ヶ嶽城を落としたとされる(第四次川中島の戦いの前哨戦)。さらに信濃・川中島に海津城を完成させた。この城は川中島で信玄方と睨み合いを続ける謙信方にとって脅威であり、謙信も川中島で対抗策を講じる必要に迫られる。また武田氏が扇動した一向一揆が越中で蜂起した。
また当時、関東では飢饉が続発していたため兵糧に窮していたとも、陣中にて感染症が流行ったともいわれ、上杉軍内部においても長期に渡る出兵を維持できないとして佐竹義昭・小田氏・宇都宮氏が撤兵を要求（「杉原謙氏所蔵文書」『歴代古案』）、一部諸将が無断で陣を引き払った（『謙信公御年譜』）。松山城 (武蔵国)では上田朝直が反旗を翻すなど、参陣諸将の足並みが乱れたこともあり、結局、小田原城を落城させるには至らなかった。玉縄城、滝山城、河越城、江戸城等の北条氏直下の支城も落ちることなく持ちこたえた。謙信は再び小田原城に向かうことなく軍を引き、鎌倉を発った。
謙信はこの後、越後へ帰還途上の4月、北条方へ寝返った上田朝直の松山城 (武蔵国)を攻略、城将として上杉憲勝を残した。古河御所には足利藤氏とともに近衛前久がおかれた。なお、この頃謙信と憲政が体調を崩していたらしく、武田信玄が謙信一行が湯治のために草津温泉に滞在している情報を掴んで、北条氏への援軍を率いる小山田弥三郎に警戒をするように指示している。謙信は、将軍足利義輝から関東出兵をねぎらう御内書を受け取り、6月下旬には厩橋城をたち、10ヶ月に及ぶ関東遠征を終えた。

## 参戦武将

### 上杉連合軍
※は関東幕注文
- 上杉憲政※ （平井城、関東管領）
- 長尾景虎

| 越後 - 直江実綱 - 北条高広 - 柿崎景家 上野 - 長野業正※ （箕輪城） - 由良成繁※ （金山城） | 下野 - 宇都宮広綱※ （宇都宮城） - 佐野昌綱※ （唐沢山城） - 小山秀綱 （小山城） - 那須資胤 （那須城） 常陸 - 小田氏治 （小田城） - 佐竹義昭 （太田城） | 武蔵 - 太田資正※ （岩付城） - 上田朝直 （松山城 (武蔵国)） - 成田長泰 ※（忍城） - 三田綱秀※ （勝沼城） 下総 - 簗田晴助※ （関宿城） 上総・安房 - 里見義堯、里見義弘※ （久留里城） - 正木時茂※、正木信茂※（大多喜城） 他 |

謙信の在陣中に反旗を翻した上田朝直の他に、謙信が関東を去ると東金酒井氏・山室氏・高城氏が再び北条氏に帰属した。9月には三田綱秀が北条氏に攻め滅ぼされた。

### 北条軍
- 足利義氏 （古河公方）
- 北条氏康

| 相模 - 北条氏政 （小田原城） - 北条氏繁 （玉縄城） | 武蔵 - 北条氏照 （滝山城） - 北条氏尭 （河越城） | 援軍派遣 - 千葉胤富（下総守護） - 武田信玄（甲斐守護） - 今川氏真（駿河守護） |

## 逸話
- 小田原城攻防のさなかの昼時、謙信は蓮池の端に馬を繋ぎ、持参した弁当を広げて、小田原城の眼前で昼食をとりはじめた。これを見た北条方が10挺の鉄砲隊で2度、その謙信目掛けて撃ちかけたが、弾丸は鎧の袖は撃ち抜ちぬくものの謙信に当たることはなく、謙信はその状況で悠々と茶を3杯飲みながら食事を続けたという。（『名将言行録』、『 松隣夜話』）
- 鎌倉で関東管領就任式の際、他の諸将が腰を屈めて参礼する中、名門の出であった成田長泰は騎馬上で参礼するのが常となっていた。しかしそのことを知らなかった謙信はこれを無礼に思い、扇子で顔を叩いたという逸話がある（『関八州古戦録』）。怒った長泰は本拠に兵を退いた。これが後に関東の諸将の離反に繋がったとも言われているが、この長泰打擲にまつわる逸話は研究者の間では事実とは認識されてはいない。
- 別の話では、関東管領就任式において、千葉胤富と小山高朝が席次を争い、謙信が仲裁して両名は一旦は納得して座に着いたものの、この直後、大石源右衛門が陣を離脱し、続いて千葉胤富が自領に戻ると再び北条氏に同調。これを見た小山高朝、一色氏、結城氏、長沼氏、壬生氏、毛呂氏、相馬氏も兵を引いたとある。

## 影響
謙信は、10万を超える大軍を率いて北条氏の領土へ奥深く侵攻、北条氏眼前の鎌倉鶴岡八幡宮で関東管領就任式を敢行し、その名を天下に轟かせた。同時に、包囲に1ヶ月耐え抜いた小田原城も堅城として認識されるに至った（近年の研究では、小田原城包囲は10日間ほどと見られている）。短期間に北条氏を追い詰めた謙信であったが決着を付けるまでには至らず、謙信の帰国後、北条氏は勢力を盛り返していく。その後、両者はときに武田氏を交えながら関東全域を戦場として熾烈な戦いを繰り広げることになる。

### 関東諸将
成田長泰打擲の逸話で説明されてきたような、離反や北条への再帰属に関しては、北条氏からの圧迫のほか、関東管領として謙信が定めた序列に不服を持った諸将の反発を招いたという説もある。元々、北条氏躍進以前の関東では、関東公方やその執事たる管領家ですら権益争いと恩讐の中で分裂し、その元で関東諸将は合い争っていたという事情をかかえていた。
常に反北条の姿勢を崩さなかった佐竹氏・里見氏・太田氏等以外の関東諸将の多くは、その後も謙信と北条氏の間で揺れ動きながらも、結局は関東で在地統治している北条氏に帰属するか、両者の攻防の中で衰退していった。

### 小田原城
関越大連合軍の攻勢を篭城で乗り切った北条氏はこの後、小田原城の普請を絶やすことなく縄張りを広げ、武田信玄に攻め込まれた際も小田原城で篭城してやり過ごす。後の豊臣秀吉による小田原征伐では、田畑、城下町までをも囲い込む周囲9キロに及ぶ惣構えとなり、多くの名将が率いる22万の兵力を相手に3ヶ月の篭城戦に耐え、敵方に力攻めを断念させた。しかし、支城がことごとく陥落し、城内では重臣の内応が露見。先に降伏した一門や反戦派の説得もあり、開城した。
俗説では、かつての籠城策の成功によって生じた過信が豊臣連合軍との交戦を決意させ、北条氏に滅亡をもたらしたとも言われる。しかし、実際は沼田問題が一応の解決をみた時点で氏政の上洛（豊臣政権への参画）は決定していた。籠城策が決定したのは、名胡桃城事件によって秀吉から宣戦布告され、交戦が避けられない状況になってからである。

### 松平元康
永禄3年（1560年）の桶狭間の戦いで今川義元が織田信長に討たれた後、本拠地である三河国岡崎城に帰還していた今川氏傘下の松平元康（後の徳川家康）が、翌永禄4年（1561年）4月に今川方の牛久保城を攻撃して今川氏に叛旗を翻して自立を果たし、更に織田信長と清洲同盟を結んだ。この三河国の動きも謙信の小田原城攻撃と関連しているという見解が出されている。
柴裕之は松平元康が今川氏から自立するにあたって武田・北条両氏が今川氏真を支援することを警戒していたが、謙信の侵攻によって武田・北条両軍が上杉軍と対峙したことで彼らの援軍が三河に送られる危惧が解消されたことが自立を促す一因になったとしている。一方、丸島和洋は桶狭間の戦い直後の松平元康は自立の考えは持っておらず、今川氏真の命に従って岡崎城にて織田軍の西三河侵攻に対峙していたが、今川氏真が三河への援軍よりも同盟国である武田・北条両氏への支援を重視して小田原城への援軍を送ったことで不満を抱き、無援のまま織田氏と戦うよりも織田氏と結んで今川氏から自立することで領国（西三河）の維持を図ろうとしたとしている。
なお、その後今川氏真は北条・武田両氏に対して使者を派遣して三河奪還のための援軍を要請しており、それを受けて信玄も南信濃の国衆である下条氏に三河調略を進めるように指示を出したとされているが、永禄6年（1563年）遠江国で遠州忩劇と呼ばれる大規模な国衆反乱が起きると今川氏真の統治能力が疑問視され、信玄は三国同盟破棄と今川領侵攻を検討するようになっていく。